# Alexius Petit
Alexius Petit (Someren, 1720 - Aarle-Rixtel, 5 september 1801) was een klokkengieter, afkomstig uit een Frans klokkengietersgeslacht.

## Levensloop
Alexius Petit werd geboren in het Noord-Brabantse Someren in 1720. Hij was een zoon van Joseph Petit, die afkomstig was uit Lotharingen.
Hij trouwde op 7 november 1748 met Maria Agneta Agnes Slex in Aldekerk. Samen kregen zijn veertien kinderen, van wie er vier van belang zijn geweest voor de klokkengieterij: Henricus Petit, Maria Aldegonda Petit, Everhardus Petit en Alexius Petit jr. Zijn zonen werden tevens klokkengieter. Door het huwelijk van zijn dochter Maria Aldegona Petit met Isaac Fritsen, ontstond de klokkengieterij Petit & Fritsen.
In 1745 nam Alexius Petit de klokkengieterij van zijn vader over. Hij ging in 1777 failliet, nadat de opdracht een klokkenspel te gieten voor de nieuwe kerktoren van Nijkerk mislukte.
Alexius Petit overleed op 5 september 1801 te Aarle-Rixtel en werd daar op 7 september 1801 begraven.

## Werken
Alexius Petit was werkzaam als gieter van klokken in de jaren 1746-1789. Hij werkte hierbij samen met verschillende familieleden. In 1763 goot hij een beiaard voor Goes in in 1775 voor Nijkerk. Beide werken werden een mislukking.

### Beiaard Goes
In 1762 kreeg Alexius Petit de opdracht een klokkenspel te gieten voor de Maria Magdalenatoren te Goes. In de zomer van 1764 togen de beiaardier van Goes, Albertus Groneman en de beiaardier van Antwerpen Joannes de Gruitters naar Someren om de gegoten klokken te keuren. De basklokken bleken nog niet gegoten te zijn en de overige klokken waren wel gegoten, maar nog niet gestemd. Volgens Petit was het stemmen de taak van de keurmeester, omdat hij dit zelf niet kon.
Men ging in op dit voorstel, maar het stemmen van de klokken door de beiaardier was geen succes. Hierop werd door Andreas Jozef van den Gheyn een nieuw klokkenspel gegoten. Hij gebruikte alleen de twee zwaarste klokken van Alexius Petit.

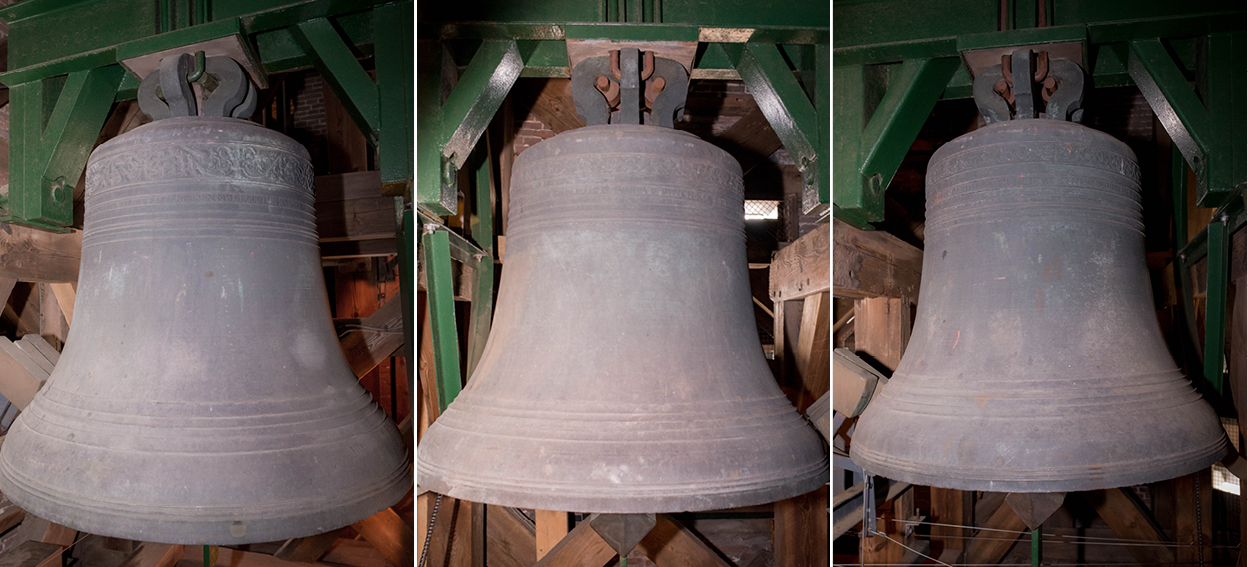
De drie carillon-/luidklokken uit 1775 van Alexius en Henricus Petit in de toren van de Grote Kerk te Nijkerk.

### Beiaard Nijkerk
Eenzelfde voorval vond plaats in de jaren 1774-1777 in de Grote Kerk te Nijkerk. Daar lieten de ambtsjonckers, het toenmalige stadsbestuur, een beiaard van 35 klokken gieten door Alexius Petit en zijn zoon Henricus, voor de nieuwe torenbovenbouw die op de romp van de oude gotische spitstoren was gebouwd. Ook in Nijkerk leverde Alexius Petit ongestemde klokken op. Het stadsbestuur hoorde over de ervaringen in Goes en schakelde eveneens Andreas Jozef van den Gheyn in. Hij keurde 32 klokken af en kon de grootste drie bijstemmen. Van den Gheyn leverde vervolgens 34 nieuwe klokken, zodat Nijkerk een beiaard kreeg van 37 klokken.
De drie basklokken van Alexius Petit zijn nog steeds in de Nijkerkse toren aanwezig, waar ze dienst doen als carillonklokken en luidklokken. Nijkerk heeft hiermee de enige overgebleven luidklokken van Alexius Petit, een driegelui uit 1775 dat bestaat uit de tonen es1, f1 en g1.